# مسیحیت پروتو ارتدوکس

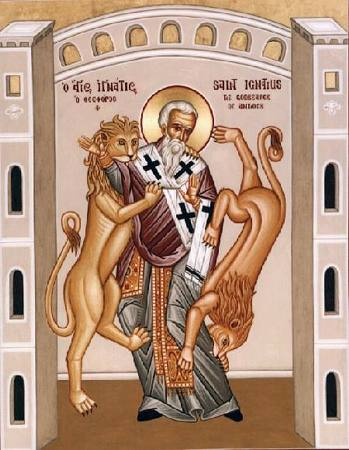

مسیحیت پروتو ارتدوکس (انگلیسی: Proto-orthodox Christianity) جنبش مسیحیت اولیه را توصیف می‌کند که پیشروی ارتدکس مسیحی بود. این عنوان توسط بنتلی لیتون (پژوهشگر بزرگ گنوسیسم و کوپتولوژیست در ییل) ابداع شد، اما اغلب به اشتباه به محقق عهد جدید، برت ایرمان نسبت داده می‌شود.